# Karikere, Tiptur
Karikere là một làng thuộc tehsil Tiptur, huyện Tumkur, bang Karnataka, Ấn Độ.